# 홀린
홀린(HLIN)는 대한민국의 록 밴드이다. 밴드명인 홀린은 '위로의 여신'의 이름에서 가져왔으며 '슬퍼하는 사람을 위로하는 자'라는 뜻을 가지고 있다. 2007년 9월 21일에 결성하였으며 2008년 1월부터 활동을 시작하였다.

### 활동
| 날짜             | 활동연혁 |
| ---------------- | --- |
| 2007년 9월 21일  | 밴드 홀린(HLIN) 결성.                                                                                           |
| 2008년 1월       | 클럽공연.(사운드홀릭을 시작으로 스팟, FF, 롤링홀, 재머스, 프리버드 등 공연)                                     |
| 2009년 11월      | 첫 번째 디지털 싱글 '연가시 Acoustic Ver.' 발매                                                                 |
| 2010년 1월       | 네이버 웹툰 '구름의 노래'의 배경 음악으로 '연가시 Acoustic Ver.", "Illusion" 삽입.                              |
| 2010년 4월 30일  | 첫 번째 EP 앨범 '[33060]' 발매.                                                                                 |
| 2010년 10월 20일 | 두 번째 EP 앨범 'Remanent' 발매.                                                                                |
| 2011년 4월 24일  | 첫 번째 단독콘서트 - 홀린생각.(@RollingHall)                                                                    |
| 2011년 5월 14일  | 그린플러그드 페스티벌(Green Plugged Festival) 참여.                                                             |
| 2011년 8월       | 드라마 '신의퀴즈2' OST 참여 및 드라마의 배경음악 참여.('그대를 그린다', '연가시 Acoustic', Ending Title_'Redd') |
| 2011년 11월 20일 | 두 번째 단독콘서트 - Just Because...(@Queen LivHal)                                                             |
| 2012년 2월 24일  | 세 번째 단독콘서트 - TEAR(@RollingHall)                                                                         |
| 2012년 6월       | 드라마 신의퀴즈3 OST '비밀' 발매 및 참여                                                                        |
| 2012년 9월 1일   | 대한민국 라이브 뮤직 페스티벌 참여                                                                              |
| 2013년 2월 8일   | 네 번째 단독콘서트 - 비의(秘儀)(@RollingHall)                                                                   |
| 2014년 10월 7일  | 첫번째 정규앨범 Glint Backlight 발매                                                                            |
| 2014년 10월 22일 | Glint Backlight 쇼케이스 (@RollingHall)                                                                         |
| 현재             | 클럽공연(롤링홀, A.O.R, 퀸라이브홀, 사운드홀릭시티 등..) 및 락페스티벌 등 다수 공연 참가중                      |

## 앨범

### 싱글
- 썩은나무
- 연가시 Acoustic Ver.
- old Tree
- 또다른시선

### EP
- 33060
- Remanent

### O.S.T
- 《신의 퀴즈2》 OST Part.4 - Redd
- 《신의 퀴즈3》 OST Part.2 - 비밀

### 정규앨범
- Glint Backlight